# Ousmane Bangoura
Ousmane Bangoura (Conacri, 1 de dezembro de 1979) é um ex-futebolista profissional guineense que atuava como atacante.

## Carreira
Ousmane Bangoura representou o elenco da Seleção Guineense de Futebol no Campeonato Africano das Nações de 2006.